# LAMP법
LAMP법(Loop-Mediated Isothermal Amplification의 줄임말)은 에이켄화학(栄研化学)이 개발한 유전자 증폭법이다. 표적유전자에서 6개의 영역을 선택하여 조합한 4개의 프라이머를 사용하여 사슬치환반응을 이용해 증폭시키는 방법이다.
프라이머의 설계에서 처음의 증폭산물의 프라이머결합부위에 루프 구조를 생기게 한다. 루프부분은 한가닥이므로, 다음의 프라이머가 결합(Annealing)가능하다. 사슬치환활성이 높은 특수한 DNA 합성효소는 진행방향에 있는 두 가닥 DNA를 해리시키면서, 스스로의 신장반응을 진행해간다. 최종적으로 원래의 표적서열의 약 정수배의 길이의 증폭산물이 65℃ 1시간정도의 반응에서 축적된다. 따라서 반응산물을 전기영동하면 사다리 모양이다.
중합효소 연쇄 반응(PCR)법과 비교하여, 한 가닥에서 두 가닥으로 변성반응이 필요없어, 60~65℃의 온도에서 반응이 진행하는 특징이 있고, 서멀사이클러와 같은 기기가 필요 없다. 또한, 증폭속도가 빠르고, 특이성도 높아 (표적이외의 것이 증폭 어려움), 반응액의 백탁(뽀얗게 흐림)을 보는 것으로도 템플릿(표적)이 증가했는지를 확인할 수 있다.